# Timotheos II. (Katholikos)
Timotheos II. († um 1332) war Katholikos-Patriarch der ostsyrischen Kirche des Ostens.
Er wirkte zunächst unter dem Namen Joseph als Bischof von Mosul und wurde 1318 zum Katholikos gewählt und geweiht. Bei seiner Thronbesteigung hielt er eine Synode ab, deren Beschlüsse sich erhalten haben. Sein Hauptwerk „Über die sieben Gründe der kirchlichen Geheimnisse“ bildet eine umfassende Erklärung der sakramentalen Feiern im Ostsyrischen Ritus.
Timotheos ist vielleicht der Autor des Berichts über die Reise des Rabban Bar Sauma nach Europa.